# Tarpey Village, California
Tarpey Village, California (енгл. Tarpey Village) насељено је место без административног статуса у америчкој савезној држави Калифорнија.

## Демографија
По попису из 2010. године број становника је 3.888.
| Група             | 2000.    | 2010.         |
| Белци             | 0 (0,0%) | 2.218 (57,0%) |
| Афроамериканци    | 0 (0,0%) | 77 (2,0%)     |
| Азијати           | 0 (0,0%) | 261 (6,7%)    |
| Хиспаноамериканци | 0 (0,0%) | 1.219 (31,4%) |
| Укупно            | 0        | 3.888         |